# Municipio de Clay (condado de Knox)
El municipio de Clay (en inglés: Clay Township) es un municipio ubicado en el condado de Knox en el estado estadounidense de Ohio. En el año 2010 tenía una población de 1604 habitantes y una densidad poblacional de 24,63 personas por km².

## Geografía
El municipio de Clay se encuentra ubicado en las coordenadas 40°16′36″N 82°19′51″O / 40.27667, -82.33083. Según la Oficina del Censo de los Estados Unidos, el municipio tiene una superficie total de 65.13 km², de la cual 64,98 km² corresponden a tierra firme y (0,23 %) 0,15 km² es agua.

## Demografía
Según el censo de 2010, había 1604 personas residiendo en el municipio de Clay. La densidad de población era de 24,63 hab./km². De los 1604 habitantes, el municipio de Clay estaba compuesto por el 96,26 % blancos, el 0,37 % eran afroamericanos, el 0,37 % eran amerindios, el 0,25 % eran asiáticos, el 1,06 % eran de otras razas y el 1,68 % eran de una mezcla de razas. Del total de la población el 0,81 % eran hispanos o latinos de cualquier raza.